# Solenopsis pilosa
Solenopsis pilosa é uma espécie de formiga do gênero Solenopsis, pertencente à subfamília Myrmicinae.